# Lehrter SV
Der Lehrter Sport-Verein (LSV) ist mit mehr als 4500 Mitgliedern (Stand: Januar 2020) der größte Verein der Stadt Lehrte und der größte Sportverein im RegionsSportBund Hannover, dieses sogar ohne die Sportart Fußball. Er gliedert sich in die 16 Abteilungen Badminton, Basketball, Behindertensport, Fitness, Gesundheit, Handball, Judo, Leichtathletik, Schwimmen und Wasserball, Taekwondo, Tanzsport, Tennis, Tischtennis, Triathlon, Turnen und Gymnastik sowie Volleyball, in denen mehr als 50 Sportarten und -disziplinen angeboten werden. Zudem offeriert der Verein ein umfangreiches Kursprogramm, über 30 Rehabilitationskurse sowie eine eigene KinderSportSchule (KiSS). Der LSV zählt zugleich zu den mitgliederstärksten Klubs im Verband deutscher Eisenbahner-Sportvereine (VDES).

## Entwicklung
Wesentlich geprägt worden ist der heutige Mehrspartenverein durch die große Vereinsfusion im Lehrter Sport des Jahres 1938, wo sich der 1874 gegründete MTV Lehrte, der heutige wieder eigenständige SV 06 Lehrte und der Reichsbahn-Sport- und Schwimmverein v. 1921 zur Lehrter Turn- und Sportvereinigung von 1874 zusammenschlossen. Auch nach dem Krieg konzentrierte sich ein gewichtiger Teil des Lehrter Sportlebens in dem umgehend wiedergegründeten Verein, der seinen heutigen Namen seit 1949 führt. Die Fußballsparte spaltete sich 1954 nach Streitigkeiten wieder ab und rief unter Rückgriff auf die Vorkriegstraditionen den SV 06 Lehrte ins Leben.
Im März 1974 – zum 100-jährigen Vereinsjubiläum – verzeichnete der LSV rund 1800 Mitglieder in acht Sparten. Einen massiven Anstieg bei den Mitgliederzahlen wie auch den sportlichen Angeboten verzeichnete der Verein seit der zweiten Hälfte der 1970er Jahre, als neue Sportarten aber auch zahlreiche moderne Breitensportmöglichkeiten in das Programm aufgenommen wurden. Im Mai 1991 konnte das 3000. Mitglied begrüßt werden. Kurz zuvor hatte der Verein die 1929 errichtete, im Zweiten Weltkrieg an die Reichsbahn veräußerte Jahn-Turnhalle in der Feldstraße zurückgekauft und diese weiter ausgebaut. Neben der Turnhalle befinden sich seit dieser Zeit auch eine Tennisanlage sowie seit 2015 der LSV-Sportpark (ugs. Fitnessstudio) im Vereinsbesitz. Letzteres bescherte dem Verein noch einmal einen großen Sprung bei den Mitgliederzahlen und ließ diese erstmals über die 4000er-Marke klettern.

## Abteilungen

### Handball
Handball wird in Lehrte seit 1921 gespielt, als das neue Spiel in kürzester Zeit im damaligen MTV Lehrte und bald auch anderen einheimischen Vereinen eingeführt wurde und dort schon schnell Verbreitung fand. Seit 1961 steht in der Kernstadt eine handballtaugliche Großraumsporthalle zur Verfügung. Heimspielstätte ist seit Mitte der 1980er Jahre die 474 Zuschauer fassende Sporthalle Lehrte-Mitte.
In der Abteilung sind Männer-, Frauen- und Jugendmannschaften organisiert. Überregional bekannt ist der Verein vor allem wegen seiner ersten Männermannschaft, die sich seit den 1990er Jahren aus dem Bezirk Hannover zeitweilig bis in die 3. Liga vorgearbeitet hat. Die LSV-Sieben wurde im Jahre 2005 Niedersachsenmeister und stieg in die damalige Regionalliga, die dritthöchste Spielklasse des deutschen Handballsports, auf. Erfolgreichster Werfer im LSV-Team war Michael Thiede, der später mit Frisch Auf Göppingen 2011 und 2012 den EHF-Pokal gewinnen konnte. Im Jahr 2007 folgte der Abstieg in die Oberliga Nord. Die Saison 2009/10 beendete die Mannschaft wieder als Niedersachsenmeister (1. Platz der Oberliga Niedersachsen) und qualifizierte sich damit für die neu geschaffene 3. Liga, in der sie in der Saison 2010/11 in der Staffel Ost antreten musste. Nach dem direkten Wiederabstieg spielt der Lehrter SV nun wieder in der Oberliga Niedersachsen. Zur Saison 2015/16 kehrte Michael Thiede wieder zurück nach Lehrte.

### Schwimmen und Wasserball
Schwimmsport wurde in einem der LSV-Vorgänger, dem Schwimmverein Lehrte v. 1921, bereits Anfang der 1920er-Jahre betrieben, kam allerdings erst im Rahmen der großen Vereinsfusion des Jahres 1938 zum Lehrter SV. Lange Jahre überregional vertreten war die Männerwasserballmannschaft des Vereins, die in den 1960er Jahren deutschlandweit zu den stärksten Mannschaften bei den damaligen Wettbewerben für „Vereine ohne Winterbad“ (VoW) zählte und als einer von nur wenigen Klubs ohne Hallenbad sogar in der niedersächsischen Landesliga spielte. Die LSV-Sieben wurde 1964, 1966 und 1969 jeweils norddeutscher VoW-Gewinner und verpasste 1967 in Misburg den deutschen VoW-Titel nur aufgrund der schlechteren Tordifferenz. 1997/1998 war der Lehrter SV als unterklassiger Verein auch im DSV-Pokal vertreten und unterlag dort in der ersten Runde mit 11:13 gegen den Regionalligisten TV Gut-Heil Billstedt.
Die gut 200 Mitglieder starke Abteilung bietet als einer von wenigen Vereinen in Niedersachsen seit 2008 auch Frauenwasserball an. Die Mannschaft des Klubs spielte 2013/2014 erstmals im DSV-Pokal und unterlag dort in der ersten Runde mit 2:22 gegen den Bundesligisten SC Chemnitz. Im Wettbewerb 2014/2015 folge eine 2:12-Niederlage gegen die WSG Oberhausen 97/27. Die oftmalige Nationalspielerin und zweimalige EM-Teilnehmerin Tatjana Steinhauer bestritt ihre ersten Wasserballspiele als eines von mehreren Mädchen in einer Jungen-Mannschaft des Lehrter SV und wechselte im Jahre 2006 zum Bundesligisten Hannoverscher Schwimmverein. Sie wurde 2010 Deutschlands erste Sportsoldatin beim Frauenwasserball.

### Triathlon
1997 schlossen sich die ersten Triathleten der Schwimmabteilung an, 1999 erfolgte die Aufnahme in den Triathlon Verband Niedersachsen. Seit Januar 2003 besteht im Lehrter SV eine eigenständige Abteilung. Justus Nieschlag wurde im Juniorenbereich 2011 im spanischen Pontevedra Europameister und im gleichen Jahr in Peking dann auch Vizeweltmeister. 2021 qualifizierte sich Nieschlag für die Olympischen Spiele in Tokio und belegte dort Platz 40 im Einzelrennen und Rang sechs mit der deutschen Staffel im Mannschaftswettbewerb.